# Stanisław Pawłowski (zapaśnik)
Stanisław Pawłowski (ur. 8 maja 1966 w Wałbrzychu) – zapaśnik i trener stylu klasycznego.
Pawłowski z zawodu był górnikiem. Jako zapaśnik był pięciokrotnym mistrzem Polski wagi koguciej (1991–1995). Wziął udział w igrzyskach w Atlancie w 1996 (16. miejsce). Uczestnik mistrzostw świata i Europy.